# Veronica Mutua
Pour les articles homonymes, voir Mutua.
Veronica Kamumbe Mutua, née le 2 février 1992, est une athlète kényane.

## Carrière
Veronica Mutua est médaillée d'argent du relais 4 × 400 mètres aux Championnats d'Afrique d'athlétisme 2018 à Asaba.
Elle est médaillée d'argent du relais 4 × 400 mètres, médaillée de bronze du 400 mètres et médaillée de bronze du relais 4 × 400 mètres mixte aux Championnats d'Afrique d'athlétisme 2022 à Saint-Pierre.
Elle est médaillée de bronze du relais 4 × 400 mètres aux Championnats d'Afrique d'athlétisme 2024 à Douala.
Elle est éliminée en séries du relais 4 × 400 mètres mixte aux Jeux olympiques d'été de 2024 à Paris.